# Alberto Abadessa
Alberto Abadessa Gonçalves (Belém do Pará, 10 de outubro de 1950 - Belém do Pará, 27 de outubro de 2014) foi um escritor e poeta brasileiro.
Publicou individualmente sete livros, os romances O amanhã de todos nós (1997), Labirintos da memória (2003) e Cabelos na cara (2008), os livros de contos Rua de contos: o fantástico do inconsciente (2006), Terra Movediça (2010) e O Inconformista (2011). Os quatro últimos produzidos pela Editora Paka-Tatu. Pela CROMOS Editora Artesanal, lançou o livro de poemas Traumas Sociais em março de 2011.
Foi um dos fundadores do movimento literário Confraria d'A Cova dos Poetas, que tem o objetivo de difundir entre a população do estado a literatura feita no Pará e incentivar o surgimento de novos talentos.
Publicou trabalhos nos cinco livros produzidos pela Confraria: A cova dos poetas (poesias, oito poetas), publicado em maio de 2000, Romance de poesias (poesias, dez poetas), de maio de 2001, Voo noturno: depois de todos os voos (contos e crônicas – doze escritores), publicado em novembro de 2004, No além todos não morrem (contos fantásticos – cinco escritores), publicado em dezembro de 2007 e Tratado acerca das flores (poesias - seis escritores), publicado em maio de 2010.
Alberto Abadessa foi escritor atuante no meio literário paraense, tendo participado anualmente com suas publicações da Feira Pan-Amazônica do Livro. Organizou,  juntamente com outros escritores, o I Encontro de Escritores do Extremo Norte da América Latina, que aconteceu em setembro de 2008, em evento paralelo à Feira.
Formado em Licenciatura em História desde 2008 pela faculdade FIBRA.
Em 2009 suas obras serviram de estudos nas oficinas literárias patrocinadas pela Casa da Linguagem, de Belém.

## Obras Individuais
- O amanhã de todos nós (1997)
- Labirintos da memória (2003)
- Cabelos na cara (2008)
- Rua de contos: o fantástico do inconsciente (2006)
- Terra Movediça (2010)
- O Inconformista (2011)
- Traumas Sociais (2011)
- Parí (Poesia 2013)
- Deformação  (Contos 2013)

## Obras pela Confraria d'A Cova dos Poetas
- A cova dos poetas (2000)
- Romance de poesias (2001)
- Voo noturno: depois de todos os voos (2004)
- No além todos não morrem (2007)
- Tratado acerca das flores (2010)